# Hilary Duff
Hilary Erhard Duff, född 28 september 1987 i Houston i Texas, är en amerikansk skådespelare, sångerska, låtskrivare, affärskvinna, producent och författare.
Duff medverkade vid åtta års ålder i Columbus Ballet Mets uppsättning av Nötknäpparsviten i San Antonio med sin äldre syster, ballerinan och låtskrivaren Haylie Duff. I samband med det bestämde hon sig för att satsa på skådespelandet och medverkade i några få reklamfilmer. Duff blev berömd 2001 när hon spelade titelrollen i TV-serien Lizzie McGuire. Hennes tre studioalbum, Metamorphosis, Hilary Duff och Dignity, har hittills sålts i 13 miljoner exemplar.
Duff har ägnat sig åt flera välgörenhetsorganisationer och är intresserad av djurrättsfrågor. Både hon och hennes syster är med i Kids with a Cause, en välgörenhetsorganisation. Hon har lanserat ett eget klädmärke som hon kallar Stuff by Hilary Duff. Hon har även lanserat två parfymer, With Love... Hilary Duff och Wrapped With Love..., i samarbete med Elizabeth Arden.

## Filmkarriär
Duffs första roll var i miniserien True Women 1997. Hon hade huvudrollen som den unga häxan Wendy i filmen Casper möter Wendy från 1998 där hon spelade mot det tecknade spöket Casper, det snälla spöket. Hon hade rollen som Ellie i TV-filmen The Soul Collector 1999 vilket gav henne utmärkelsen Young Artist Award för bästa biroll.
Hennes stora genombrott kom med huvudrollen i TV-serien Lizzie McGuire på Disney Channel 2001. Serien blev snabbt en succé. Rollen som en typisk tonåring gjorde att hon hamnade på omslagen till veckotidningar, och hon blev populär hos den unga publiken. 2003 meddelade hon dock att hon på grund av en tvist med Disney inte tänkte medverka i serien mer. Då fick hon 35 000 dollar per avsnitt men erbjöds miljoner dollar för att spela in långfilmer. Samma år spelades filmen The Lizzie McGuire Movie in, där Lizzie blir förväxlad med en popstjärna vid en skolresa i Italien. Hon träffar en snygg italienare som inte är så snäll och rar som han verkar.
Några år senare medverkade hon i Human Nature. Hon medverkade i TV-filmen Cadet Kelly med Christy Carlson Romano och Gary Cole. Hennes första framgångsrika film var Agent Cody Banks med Frankie Muniz 2003. Samma år hade hon också en biroll i Disneyfilmen Fullt hus med Steve Martin och Bonnie Hunt. År 2005 spelade hon in uppföljaren till Fullt hus – Fullt hus igen.
2004 hade hon huvudrollen i En askungesaga med Chad Michael Murray. Samma år medverkade hon även i Raise Your Voice. 2005 medverkar hon i filmerna The Perfect Man och Outward Blonde.
2006 kom filmen Material Girls ut vari Hilarys äldre syster Haylie också medverkar. Systrarna spelar systrar även i filmen. De spelar rika arvtagerskor som får en ögonöppnare då en skandal gör att de förlorar sina förmögenheter. Sålunda måste de inte bara lära sig att stå på egna ben, utan även att allt inte är som det verkar. 
Hilary medverkar också som röst i den animerade filmen Foodfight! 2009.

## Musikkarriär

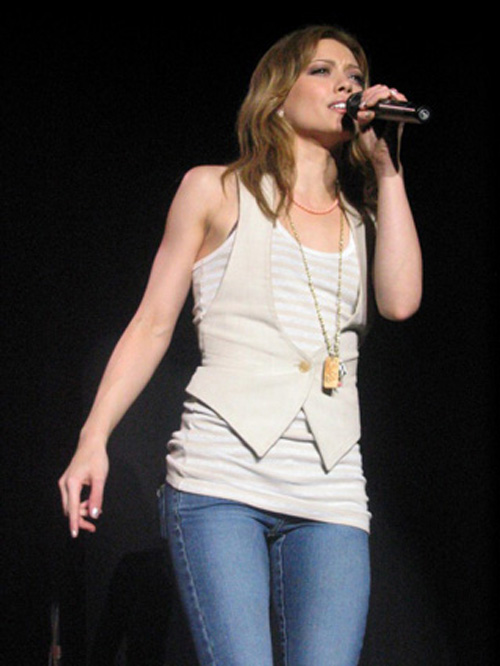
Hilary Duff på scen.

Duffs första inspelning var sången "I Can't Wait" som släpptes på albumet Lizzie McGuire Original Television Soundtrack 2002. Hon sjöng även flera av låtarna till filmen The Lizzie McGuire Movie 2003. En av låtarna, "Why Not", släpptes som singel och nådde topp-20 i Australien, Nya Zeeland och Nederländerna.
Hennes första album, Santa Claus Lane, från 2002 innehöll en samling julsånger, och det lyckades komma in på Billboards lista över de 200 bäst säljande albumen samt tredje plats på listan över barnalbum. Titelmelodin var också med i filmen The Santa Claus 2 med Tim Allen.
2003 spelade hon in albumet Metamorphosis som släpptes den 26 augusti och hamnade på första platsen på listorna i USA och Kanada. Albumet innehöll låtar för den yngre publiken. En av låtarna från albumet, "So Yesterday", släpptes som singel och nådde andraplatsen på listorna i Kanada, topp-40 i Australien och nedanför 40-strecket på Billboards Hot 100 i USA. Från albumet har också singlarna "Come Clean" och "Little Voice" släppts.
2004 spelade hon in albumet Hilary Duff, från albumet kommer singeln "Fly". Den 16 augusti 2005 släpptes Hilary Duffs skiva Most Wanted. Från skivan kommer hitsingeln "Wake Up". När låten "Wake Up" kom ut i USA hamnade den på första platsen och låg där i flera veckor.
Dignity, hennes fjärde album som kom ut år 2007 hamnade på plats tre i USA och Kanada. Tre låtar från Dignity utgavs som singlar: "Play with Fire", "With Love" och "Stranger".
Duff sa i december 2008 till MTV att hon skulle börja jobba med ett nytt album i slutet av 2008 , men det dröjde till 2015 innan ett nytt album utkom, Breathe In. Breathe Out.

## Privatliv
Duff gifte sig den 14 augusti 2010 i Santa Barbara Kalifornien med NHL-ishockeyspelaren Mike Comrie. Paret fick sitt första barn, sonen Luca Cruz Comrie, den 20 mars 2012. Den 10 januari 2014 gick Hilary och Mike ut med att de hade separerat men att de fortsätter att ha delad vårdnad om sonen Luca. I februari 2015 ansökte Hilary om skilsmässa och delad vårdnad om sonen Luca. I januari 2017 blev Duff tillsammans med musikern Matthew Koma. Paret förlovade sig i maj 2019 och gifte sig i december samma år. Tillsammans har paret de tre döttrarna Banks Violet som föddes 2018, Mae James som föddes 2021 samt Townes Meadow Bair, född i maj 2024.

## Filmer och TV-serier
- 1997 – True Women (TV-serie)
- 1998 – Casper Meets Wendy – Wendy

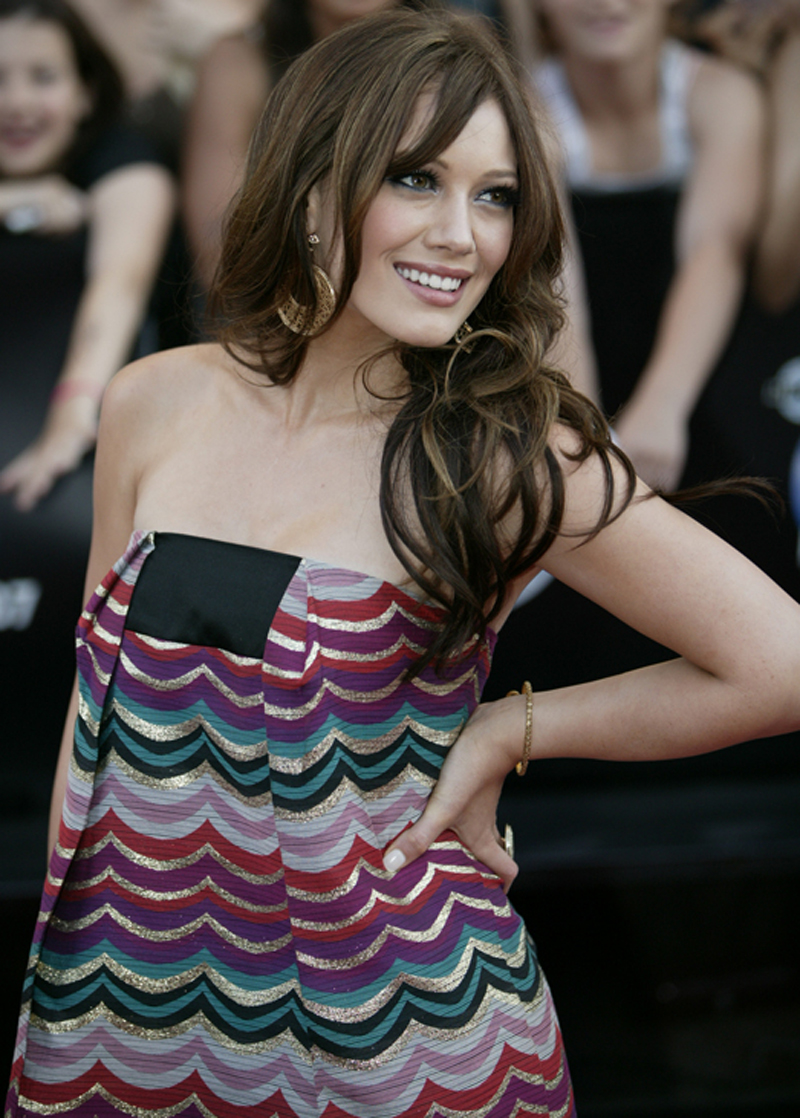
Hilary Duff i april 2007.

- 1999 – The Soul Collector (TV-film) – Ellie
- 2001–2004 – Lizzie McGuire (TV-serie) – Elizabeth "Lizzie" McGuire
- 2001 – Human Nature – Ung Lila Jute
- 2002 – Cadet Kelly (TV-film) – Kelly Collins
- 2003 – Agent Cody Banks – Natalie Connors
- 2003 – Mitt liv som popstjärna – Elizabeth "Lizzie" McGuire och Isabella Parigi
- 2003 – Fullt hus – Lorraine Baker
- 2004 – A Cinderella Story – Samantha "Sam" Montgomery
- 2004 – Raise Your Voice – Theresa "Terri" Fletcher
- 2004 – In Search of Santa – rösten till Prinsessan Crystal
- 2005 – The Perfect Man – Holly Hamilton
- 2005 – Joan of Arcadia - Dylan Samuels
- 2005 – Fullt hus igen – Lorraine Baker
- 2006 – Material Girls – Tanzania "Tanzie" Marchetta
- 2007 – Outward Blonde – Marie
- 2008 – War, Inc. – Yonica Babyyeah
- 2009 – Ghost Whisperer – Morgan Jeffries (1 avsnitt)
- 2009 – Stay Cool – Shasta O'Neil
- 2009 – Law & Order: Special Victims Unit – Ashlee Walker (1 avsnitt)
- 2009 – According To Greta – Greta
- 2009 – What Goes Up – Lucy Diamond
- 2009 & 2011 – Gossip Girl – Olivia Burke (7 avsnitt)
- 2010 – Bloodworth – Raven Lee Halfacre
- 2010 – Beauty & the Briefcase – Lane Daniels
- 2010 – Community – Meghan (1 avsnitt)
- 2012 – She Wants Me – Kim Powers
- 2012 – Foodfight! – röst till Sunshine Goodness
- 2010 – 2 1/2 män – Stacey (avsnittet "Cows, Prepare to Be Tipped")
- 2013 – Wings – röst till Windy
- 2014 – Wings: Sky Force Heroes – röst till Windy
- 2015 – Younger – Kelsey
- 2016 – Mother's Day – Stella Carson
- 2019 – The Haunting of Sharon Tate – Sharon Tate

## Diskografi

### Studioalbum
- 2002 – Santa Claus Lane
- 2003 – Metamorphosis
- 2004 – Hilary Duff
- 2007 – Dignity
- 2015 – Breathe In. Breathe Out.

### Samlingsalbum
- 2005 - Most Wanted
- 2006 - 4Ever
- 2008 - Best of Hilary Duff

### Singlar
- 2003 – "Why Not"
- 2003 – "So Yesterday"
- 2004 – "Come Clean"
- 2004 – "Little Voice"
- 2004 – "Our Lips Are Sealed" (med Haylie Duff)
- 2004 – "Fly"
- 2005 – "Someone's Watching Over Me"
- 2005 – "Wake Up"
- 2005 – "Beat Of My Heart"
- 2006 – "Supergirl"
- 2006 – "Play With Fire"
- 2007 – "With Love"
- 2007 – "Stranger"
- 2008 – "Reach Out"
- 2014 – "Chasing The Sun"
- 2014 – "All About You"
- 2015 – "Sparks"
- 2016 – "Little Lies"

### Musikvideor
- 2002 – "I Can't Wait"
- 2002 – "Tell Me A Story (About The Night Before)" (med Lil' Romeo)
- 2002 – "Santa Claus Lane"
- 2003 – "Why Not"
- 2003 – "So Yesterday"
- 2004 – "Come Clean"
- 2004 – "Our Lips Are Sealed" (med Haylie Duff)
- 2004 – "Little Voice"
- 2004 – "Fly"
- 2005 – "Someone's Watching Over Me"
- 2005 – "Wake Up"
- 2005 – "Beat Of My Heart"
- 2006 – "Play With Fire"
- 2007 – "With Love"
- 2007 – "Stranger"
- 2008 – "Reach Out"
- 2014 – "Chasing The Sun"
- 2014 – "All About You"
- 2015 – "Sparks"